# علم الفراسة اليوناني
الفِرَاسَةُ (Physiognomonics) هِيَ رِسَالَةٌ يُونَانِيَّةٌ قَدِيمَةٌ تُنْسَبُ إِلَى أَرِسْطُو، وَهِيَ جُزْءٌ مِنْ (Corpus Aristotelicum)، لَكِنَّهَا تَعُودُ إِلَى المَذْهَبِ المُشَّائِيِّ (Peripatetic School) وَتُؤَرَّخُ إِلَى القَرنِ الرَّابِعِ أَوِ الثَّالِثِ قَبْلَ المِيلَادِ. وَتَتَنَاوَلُ هَذِهِ الرِّسَالَةُ دِرَاسَةَ العَلَاقَةِ بَينَ الصِّفَاتِ الجِسمَانِيَّةِ وَالخِصَالِ النَّفْسِيَّةِ وَالأَخْلَاقِيَّةِ لِلإِنْسَانِ، وَكَيفِيَّةَ تَحْلِيلِ المَلَامِحِ لاِسْتِنْبَاطِ الطِّبَاعِ. 

## علم الفراسة القديم
رغمَ أنَّ رسالةَ Physiognomonics تُعَدُّ أقدمَ الأعمالِ المُحافَظِ عليها في الفكرِ اليونانيِّ والمُخصَّصةِ لدراسةِ الفراسةِ، إلَّا أنَّ الألواحَ الطينيةَ البابليةَ تُوَفِّرُ أدلةً على وُجودِ أدبياتٍ سابقةٍ تعودُ إلى عهدِ السلالةِ البابليةِ الأولى. فَهَذِهِ النُّصُوصُ تَضُمُّ دِرَاسَاتٍ تَكْهُنِيَّةً تُحَلِّلُ الدَّلَالَاتِ النَّحِسَةَ أَوِ المُبَشِّرَةَ لِلتَّرَاكِيبِ الجِسمَانِيَّةِ المُختَلِفَةِ. وَيُشِيرُ ذَلكَ إِلَى أَنَّ الفِرَاسَةَ فِي هَذِهِ الفَتْرَةِ كَانَتْ مَجَالًا مُنَظَّمًا وَمُؤَسَّسًا، وَوَرِيثًا لِتُرَاثٍ طَوِيلٍ مِنَ المَعْرِفَةِ التَّقْنِيَّةِ وَالمُعْتَقَدَاتِ العِرَافِيَّةِ المُتَرَاكِمَةِ.
وَلَقَدْ كَانَتْ نُبَذٌ مِنَ الفِكْرِ في معرفة الطباع من الملامح مُتَفَرِّقَةً فِي أَسْفَارِ الأَقْدَمِينَ، تَرِدُ فِي مَعَارِضِ الأَدَبِ وَمَنَاهِلِ الشِّعْرِ، وَيُتَناجَى بِهَا فِي أَسْرَارِ الفَلْسَفَةِ، إِلَّا أَنَّ الفِرَاسَةَ كَعِلْمٍ مَدُونٍ، مَتْرُوكٍ للحكماء وَالعُلَمَاءِ، لَمْ تَكُنْ مَعْرُوفَةً فِي صُوَرِهَا النَّاضِجَةِ قَبْلَ أَيَّامِ العصر الكِلَاسِيكِيَّ، وَإِنَّمَا كَانَتْ أَثَارًا مُتَشَذِّرَةً فِي أَخْبَارِ هُومِيرُوس وَرُقُمِ الفَسَادِسِ. فَلَمَّا جَاءَ أَبُقْرَاطُ، وَهُوَ الذَّي أُوتِيَ مِنْ بَيَانِ الطِّبِّ مَا جَعَلَهُ أُسْوَةَ المُتَعَلِّمِينَ وَحُجَّةَ المُتَفَكِّرِينَ، أَدْرَجَ ذِكْرَ الفِرَاسَةِ فِي مَتُونِ صَحَائِفِهِ، وَأَثْبَتَ لَهَا وَجْهًا مِنَ العِلْمِ فِي كِتَابِهِ (الأَوْبِئَةِ) فِي القَرْنِ الخَامِسِ قَبْلَ المِيلَادِ، فَكَانَ ذَلكَ أَوَّلَ نُطْقٍ بِهَا فِي الصُّحُفِ المُحْكَمَةِ، وَمِنْ بَعْدِهِ جَاءَ أَنتِيسْثِينِيس يَضَعُهَا مَوْضِعَ التِّقْنَةِ، وَكَذَلكَ كَانَتْ، إِذْ خَرَجَتْ مِنْ جَوْفِ المُنَاظَرَاتِ إِلَى دُرُوجِ الدَّوَاوِينِ، وَسَرَتْ فِي المَجَالِسِ كَمَا تَسْرِي المَسَائِلُ المُحْكَمَةُ فِي كُتُبِ الأَوَّلِينَ.

فِي ذِكرِ الفِرَاسَةِ فِي عَصرِ أَرِسطُو، فَإِنَّهَا لَمْ تَكُنْ عِلْمًا يُمْلَى فِي المَجَالِسِ وَيُضْبَطُ بِالأُصُولِ فَقَطْ، بَلْ كَانَتْ صِنَاعَةً يُؤَاخَذُ فِيهَا الحَاذِقُ بِمِيزَانِ المِهْنَةِ، وَيُطْلَبُ فِيهَا الإِتْقَانُ كَمَا يُطْلَبُ فِي كُلِّ فَنٍّ مُتَقَنٍ. عَلَى أَنَّ الفِرَاسَةَ فِي ذَلكَ العَهدِ كَانَتْ تُعَدُّ مِنَ الفُنُونِ (τἐχνη) الَّتِي يَشْتَغِلُ بِهَا أَصْحَابُ المَهَارَةِ (τεχνῖται)، وَيَتَفَاضَلُ النَّاسُ فِيهَا بِالقُدْرَةِ عَلَى سَبْرِ المَلامِحِ وَاستِخْرَاجِ خَصَائِصِ النُّفُوسِ مِنْ خَلَجَاتِ الأَبدَانِ، فَلَمْ تَكُنْ سَرْدًا نَظَرِيًّا وَحِكْمَةً مَحضَةً، بَلْ كَانَتْ مِثلَ الحِرَفِ. وَقَدْ نَصَّ أَرِسطُو فِي كِتَابِهِ تَوَالُدِ الحَيَوَانَاتِ (IV.3) على ما يلي ذكره:
وَيَقُولُ النَّاسُ إِنَّ الطِّفْلَ قَدْ جَاءَ رَأْسُهُ كَرَأْسِ الكَبْشِ أَوْ الثَّورِ، وَكَذَلكَ يُقَالُ فِي الحَيَوَانِ: إِنَّ العِجْلَ يُشْبِهُ طِفلًا، وَإِنَّ الشَّاةَ قَدْ أُوتِيَتْ مَظَاهِرَ الثَّورِ. وَكُلُّ هَذِهِ المَخَالِيقِ المُتَشَابِهَةِ، وَإِنْ خُيِّلَ لِلنَّاسِ أَنَّهَا مُسُوخٌ، فَإِنَّهَا إِنَّمَا نَشَأَتْ عَنْ أَسْبَابٍ طَبِيعِيَّةٍ ذَكَرْنَاهَا، وَلَيسَتْ هِيَ بِالحَقِيقَةِ مَا يَزعُمُ القَائِلُونَ. بَلْ لَهَا فِيهِمْ شَبَهٌ، كَمَا تَتَمَاثَلُ الصِّفَاتُ وَإِنْ لَمْ يَكُنْ فِيهَا عَيبٌ أَوْ عُدْمُ نُمُوٍّ. وَمِنْ هَذَا جَرَى بَعْضُ المُضَاحِكِينَ فِي مَجَالِسِهِمْ أَنْ يُسَمُّوا ذَا السِّيمَا المُنْفَرَّةِ مِعْزًى تَنْفُثُ النَّارَ، وَيُشَبِّهُوا المُكْفَهِرَّ مِنَ الوُجُوهِ بِالكَبْشِ النَّطَّاحِ، وَهَكَذَا صَارَتْ الفِرَاسَةُ تَجُرُّ أَصْحَابَهَا إِلَى ضُرُوبٍ مِنَ الهَزْلِ وَالمُفَاكَهَةِ. وَقَدْ بَلَغَ مِنْ أَحَدِ الفِرَاسِيِّينَ أَنْ جَعَلَ جَمِيعَ الأَوْجُهِ تَنتَهِي إِلَى صُوَرِ حَيَوَانَينِ أَوْ ثَلَاثَةٍ، وَكَانَ يَسُوقُ أَدِلَّتَهُ عَلَى ذَلكَ، فَيُصَدِّقُهُ كَثِيرٌ مِمَّنْ يَسْمَعُونَ قَولَهُ، حَتَّى غَدَتِ الوُجُوهُ فِي زَعْمِهِ مَرَاتِبَ لِلدَّوَابِّ وَأَشْكَالًا لِلطَّيرِ وَالبَهَائِمِ، وَكَذَلكَ كَانَتْ حُجَّتُهُ تَغْلِبُ عَلَى أَفْهَامِ الضُّعَفَاءِ مِنَ النَّاسِ، وَيُحْمَلُونَ عَلَى صِدْقِ مَا يَسْمَعُونَ." 
وَمَا زَالَتْ دَعَاوِي الفِرَاسَةِ فِي مِيزَانِ الشَّكِّ وَالتَّأَمُّلِ، تُسَاءَلُ حُجَجُهَا وَتُقَابَلُ بِالمُنَاظَرَةِ مُنذُ أَيَّامِ الحِكْمَةِ القَدِيمَةِ، فَإِنَّهَا وَإِنْ زَعَمَ أَصْحَابُهَا أَنَّهَا مَبْنِيَّةٌ عَلَى أُصُولٍ "عِلْمِيَّةٍ"، فَقَدْ كَانَتْ تَتَرَاجَحُ بَينَ مَا يُعْرَفُ فِي الطِّبِّ وَمَا يُتَكَهَّنُ بِهِ فِي السِّحْرِ وَالعِرَافَةِ. فَمِنهَا مَا كَانَ يَجْرِي فِي مَجْرَى التَّحْلِيلِ الطِّبِّيِّ، حَيثُ تُتَتَبَّعُ الأَبدَانُ وَتُسْتَنْبَطُ أَحْوَالُهَا، وَمِنهَا مَا كَانَ يُلْقَى فِي دُرُوجِ الكُهَّانِ وَيُتَلَقَّى كَمَا تُتَلَقَّى المَنْجِمَاتُ وَالتَّأوِيلَاتُ الخَفِيَّةُ. فَكَانَتْ العُقُولُ تَتَجَاذَبُهَا بَينَ القَبُولِ وَالرَّدِّ، وَتَخْتَبِرُهَا بِمِيزَانِ المَعْرِفَةِ وَالعَقْلِ، وَإِنَّمَا كَانَ كُلُّ ذَلكَ فِي دَائِرَةِ السُّؤَالِ عَنْ حُدُودِ العِلْمِ وَمَدَى صِدْقِ المَعْرِفَةِ فِي نَفْسِهَا.

## الرسالة

### البنية والمحتوى
وَقَدْ جَاءَتْ هَذِهِ الرِّسَالَةُ فِي الفِرَاسَةِ مَجْزُوءَةً إِلَى بَابَينِ مُحْكَمَينِ: أَوَّلُهُمَا فِي النَّظَرِيَّةِ (805a1-808b10)، يُوَضِّحُ مَبَانِي الفِكْرِ الفِرَاسِيِّ وَمَا يَتَّكِئُ عَلَيْهِ مِنْ مُسْتَنَدَاتٍ، وَثَانِيهِمَا فِي الطَّرِيقَةِ وَالمَنْهَجِ (808b11-814b9)، يُبَيِّنُ كَيفَ تَجْرِي الفِرَاسَةُ فِي تَطْبِيقِهَا وَكَيْفَ يُرَادُ مِنْهَا أَنْ تَكُونَ سَبِيلًا لِتَعَرُّفِ النُّفُوسِ وَكَيْفَ يَحْكُمُ النَّاظِرُ فِيهَا. وَقَدْ أُفِيضَ فِي ذَلكَ بِيَانًا، فَتَمَّ اِسْتِقْرَاءُ مَا يَصِلُ بَينَ المَظَاهِرِ الجِسمَانِيَّةِ وَالسَّجَايَا النَّفْسِيَّةِ، وَجُمِعَ مِمَّا وَقَعَ فِي الوُجُوهِ وَالأَعضَاءِ كِتَابٌ يَفْصِلُ الأَشْبَاهَ وَالأَصْنَافَ، فَذُكِرَتْ مِنَ الأَنفِ وَحِدَتُهُ وَعَرضُهُ وَمَيَلُهُ وَمَا فِيهِ مِنْ مَعَانٍ اثْنَا عَشَرَ، وَوُصِفَ مَا يَختَصُّ بِالأَشْكَالِ وَالأَوضَاعِ الَّتِي كَانَتْ تُنْسَبُ إِلَى أَصْحَابِ الطَّبَائِعِ المُتَفَرِّدَةِ، كَمَا فِي مَا خَصُّوهُ بالإنحرافات وَالأَهوَاءِ الشنيعة، وَمَا كَانَ يُدْرَجُ فِي كُتُبِ القُدَمَاءِ مِمَّا يُعْرَفُ بِالفِرَاسَةِ المَوْصُوفَةِ وَالنَّظَرِ فِي الأَجْسَادِ عَلَى التَّفْصِيلِ.

### اتصالات مع أرسطو
وَيَسْتَهِلُّ صَاحِبُ هَذِهِ الرِّسَالَةِ المَنْسُوبَةِ إِلَى أَرِسْطُو بِإِيمَاءَةٍ إِلَى مَا وَرَدَ فِي (القياس) فِي المَقَالَةِ الثَّانِيَةِ وَالسَّابِعَةِ وَالعِشْرِينَ، حَيثُ يُقَامُ البُرهَانُ عَلَى العَلَاقَةِ المُرْتَبِطَةِ بَينَ الجِسمِ وَالنَّفسِ، وَهُوَ البَابُ الَّذِي جَاءَتْ مَعَانِيهُ مُتَضَمَّنَةً فِي بَوَاحِثِ (تَارِيخِ الحَيَوَانَاتِ) لِلْفَيْلَسُوفِ نَفْسِهِ. وَفِي هَذَا السِّيَاقِ، تُسْتَحْضَرُ العَلَائِقُ المُتَوَهَّمَةُ بَينَ تَفَاصِيلِ الخَلْقِ وَأَحْوَالِ الرُّوحِ، وَيُسْتَشْهَدُ بِمَا جَاءَ فِي مَنَاقِبِ الأَجْنَاسِ وَالأَنْوَاعِ، فَكَمَا يَكُونُ البَهِيمُ مُنْحَنِيَ الجِيدِ مَهيضَ القَامَةِ، تَكُونُ نَفْسُهُ مَذْلُولَةً وَضَعِيفَةً، وَكَمَا يَكُونُ المَفْتُولُ مُكْتَنِزَ العَضَلِ مُنْبَسِطَ الصَّدرِ، يَكُونُ أَجرَأَ عَلَى الحَرَكَةِ وَأَقْوَى فِي المُجَابَهَةِ. وَهَذَا المَنْهَجُ، وَإِنْ دَارَ فِي فَلَكِ الفِرَاسَةِ، فَإِنَّهُ لَمْ يَكُنْ بَعِيدًا عَنْ نَظَرِ أَرِسْطُو فِي طَبَائِعِ الكَائِنَاتِ، وَلَذَلكَ كَثُرَ فِيهِ المَقُولُ وَطَالَ فِيهِ الجِدَالُ.

### تأثير
وَلَمْ يَسْتَقِمْ لِمُؤَلِّفِ هَذِهِ الرِّسَالَةِ أَنْ يَكُونَ نَهْجُهُ المُنَظَّمُ فِي الفِرَاسَةِ سُنَّةً مُتَّبَعَةً بَعدَهُ، إِذْ تَفَرَّقَ الخَلْفُ بَعدَ السَّلَفِ، وَتَشَعَّبَتْ طُرُقُ المُتَأَخِّرِينَ، فَمَا اجْتَمَعُوا عَلَى قَوْلٍ وَاحِدٍ، وَلَا وَقَفُوا عَلَى نِظَامٍ يُعْتَمَدُ عَلَيْهِ. وَبِكَثْرَةِ التَّعَالِيمِ المُتَضَارِبَةِ، وَتَنَافُرِ الأُطْرُوحَاتِ المُخْتَلِفَةِ، حَصَلَ لِهَذَا العِلْمِ مَا يُضْعِفُ سُلطَانَهُ، وَيَنْقُضُ بِنَاءَهُ مِنَ القَوَاعِدِ، حَتَّى أَضْحَى جُلُّهُ فِي مَدَارِ الخِلافِ، وَغَدَا كُلُّ نَاظِرٍ فِيهِ يَزْعُمُ لِنَفْسِهِ مَا يَنفِي بِهِ مَا سِوَاهُ. وَبِذَلكَ، وَقَعَتِ الفِرَاسَةُ بَينَ أَهلِهَا مَوْقِعَ المُتَنَافِسِينَ، وَتَبَدَّدَتْ سُلطَتُهَا كَمَا يَتَبَدَّدُ النُّورُ فِي ظُلْمَةٍ لَا مَخرَجَ مِنْهَا.

## ملحوظات
1. ↑  Evans، Elizabeth C. (1969). "Physiognomics in the Ancient World". Transactions of the American Philosophical Society. ج. 59 ع. 5: 1–101. DOI:10.2307/1006011. ISSN:0065-9746. JSTOR:1006011. مؤرشف من الأصل في 2024-03-30.
2. ↑  Porter, Martin (2005). Windows of the Soul: Physiognomy in European Culture 1470-1780 (بالإنجليزية). Oxford University Press. p. 121. ISBN:978-0-19-153483-6. Archived from the original on 2022-04-19.
3. 1 2 3  Raina, Introduction.

## قراءة إضافية
- سابين فوجت (عبر واتصالات)، أرسطو: فيزيوجنومونيكا ، برلين: أكاديمي فيرلاغ، 1999،(ردمك 3-05-003487-4)